# Kasha patpa
Genre
Espèce
Kasha patpa, unique représentant du genre Kasha, est une espèce d'araignées aranéomorphes de la famille des Hahniidae.

## Distribution
Cette espèce est endémique de la province de Cotopaxi en Équateur,. Elle se rencontre dans la réserve naturelle de Pristirana.

## Description
La femelle holotype mesure 2,22 mm et le mâle paratype 1,97 mm.

## Systématique et taxinomie
Cette espèce a été décrite par Dupérré et Tapia en 2024.
Ce genre a été décrit par Dupérré et Tapia en 2024 dans les Hahniidae.

## Publication originale
- Dupérré & Tapia, 2024 : « First record of the family Hahniidae in Ecuador with description of thirteen new species and three new genera (Araneae: Hahniidae). » Taxonomy, vol. 4, no 1, p. 53-111 (texte intégral).